# Łany (województwo dolnośląskie)
Łany – wieś sołecka w Polsce, położona nad rzeką Odrą w województwie dolnośląskim, w powiecie wrocławskim, w gminie Czernica.

## Podział administracyjny
W latach 1975–1998 miejscowość administracyjnie należała do województwa wrocławskiego.

## Demografia
Według Narodowego Spisu Powszechnego (III 2011 r.) liczyły 179 mieszkańców. Są najmniejszą miejscowością gminy Czernica.

## Sport
W Łanach znajduje się boisko klubu piłkarskiego PKS Łany, o wymiarach: 110 × 75 m. Stadion ma pojemność 500 miejsc. Drużyna w sezonie 2002/2003 grała w lidze okręgowej (grupa: Wrocław), a przez 3 kolejne sezony w klasie okręgowej (grupa: Wrocław). Od sezonu 2006/2007 do 2008/2009 zespół współzawodniczy w rozgrywkach A-klasy, grupa: Wrocław III.